# 南山三观
南山三观，又称南山三教，屬於大乘佛教南山律宗義理。律宗開宗祖師道宣大和尚的判教理論認為，佛陀開化制二教，化教中分性空、相空、唯识三觀。

## 概述
南山三觀分別是：
1. 性空观（性空教），即阿含經、僧祇律、四分律、成實論的經論所言的小乘義理觀，主要教義是因緣生滅，性空無我。
2. 相空觀（相空教），即般若經所言的大乘的初門，小菩薩的行證，主要教義是諸法空相，凡夫因情執妄見所謂實有相。
3. 唯識觀（唯識圓教），即華嚴經、法華經、楞伽經、涅槃經、攝大乘論等經論所言的大乘極致大法，大菩薩的行證，主要教義是諸法唯識現，萬法都是心識的化現，《華嚴經》中的“應觀諸法界，一切唯心造”即是。